# Wilhelm Joos

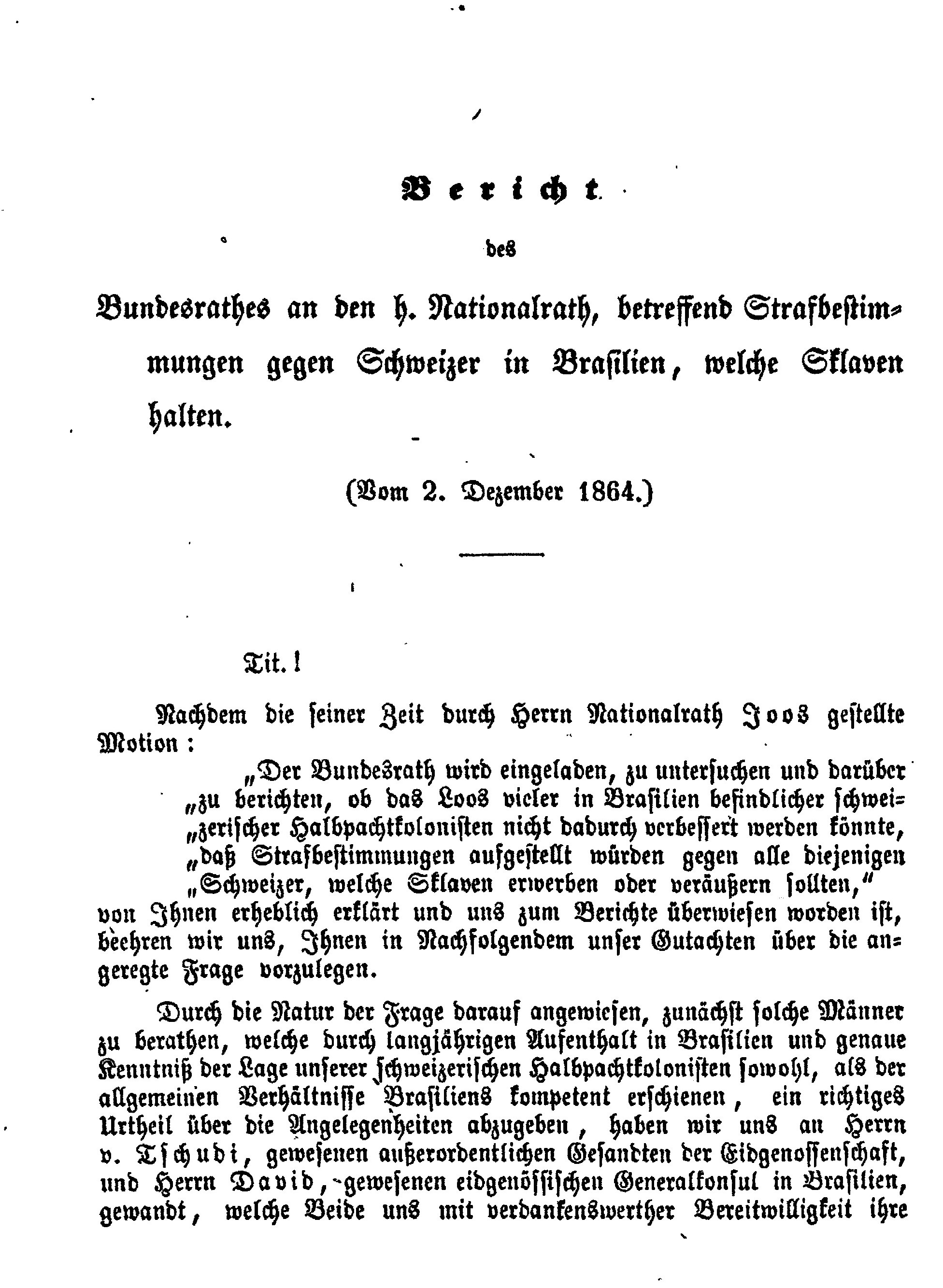
Bericht des Schweizer Bundesrats zum Thema Sklaverei, vom 2. Dezember 1864, Titelseite

Wilhelm Joos (* 1. April 1821 in Schaffhausen; † 6. November 1900 ebenda) war ein Schweizer Arzt, Schriftsteller und Nationalrat. Unter anderem setzte er sich als erster Schweizer Politiker im nationalen Parlament für ein Verbot der Sklavenhaltung und für die Einschränkung der Kinderarbeit ein.

## Leben und Werk
Wilhelm Joos wurde am 1. April 1821 als Sohn von Regierungsrat Bernhard Johann Freuler Joos (1793–1855) und seiner Ehefrau Louise Ursula (1799–1831) in Schaffhausen geboren. Er hatte vier Geschwister.
Joos studierte Medizin in Göttingen, Erlangen, London, Berlin und Wien. Er verbrachte anschließend mehrere Jahre als Arzt in Brasilien und Kolumbien. Ab 1852 führten weitere Reisen den finanziell unabhängigen Joos mit seinem Bruder Emil nach Frankreich, Ägypten, Palästina und in die Türkei, bevor er sich 1857 wieder in seiner Heimatstadt Schaffhausen niederließ und der Politik zuwandte. Von 1858 bis 1900 gehörte er dem Kantonsrat, 1862–63 dem Stadtrat (der Exekutive) und von 1863 bis 1900 dem Nationalrat an. Er war ein visionärer Politiker, der sich im Laufe seiner langen politischen Laufbahn zahlreichen, sehr unterschiedlichen Themen zuwandte. 
Ein besonderes Anliegen war Wilhelm Joos die kolonisatorische Auswanderung unter Aufsicht des Staates. Wiederholt nahm er Kontakt mit Einwanderungsländern (zuerst Costa Rica, später Vereinigte Staaten von Nordamerika) auf, schloss Verträge über Landschenkungen ab und versuchte in der Schweiz Mehrheiten für eine Unterstützung dieser Projekte herzustellen, welche armen Familien die geregelte Auswanderung unter dem Schutz der Schweiz ermöglichen sollten. Alle diese Projekte scheiterten jedoch an der fehlenden Unterstützung in der Schweiz.
Zu seinen ersten Motionen im Nationalrat gehörten zwei Anträge im 1863 und 1864, Sklavenbesitz und Sklavenhandel von Schweizern unter Strafe zu stellen. Er bezeichnete die Sklaverei darin als „Verbrechen gegen die Menschheit“. Die zweite, nun vom Nationalrat überwiesene Motion, bat um Bericht, ob «das Los vieler in Brasilien befindlicher schweizerischer Halbpachtkolonisten nicht dadurch verbessert werden könnte, dass Strafbestimmungen aufgestellt würden gegen alle diejenigen Schweizer, welche Sklaven erwerben oder veräussern», womit der Kauf und Verkauf von Sklaven unter Strafe zu stellen sei. Der Bundesrat schrieb in seine Stellungnahme aufgrund der Ansichten der Herren Tschudi und David, seinerseits gewesener Generalkonsul in Brasilien, sowie weiterer Auskünfte „kompetenter Personen“, alle würden die aufgeworfene Frage verneinen. Der Bundesrat war der Ansicht, dass die beabsichtigte Wirkung so nicht erreicht werden könne. Seiner Meinung beraube der Vorschlag diese Schweizer entweder der Rückkehrmöglichkeit in die Schweiz, wenn sie ihre Sklaven nicht verkaufen könnten, womit sie einen Teil ihrer Bürgerrechte verlören, oder sie würden «des grössten Theils ihres Vermögens» beraubt, was «ungerecht» sei. Der Nationalrat lehnte das Geschäft mit 56 zu 21 Stimmen ab.
Ab 1867 setzte Wilhelm Joos sich dafür ein, die Kinderarbeit zu beschränken. Der vom Nationalökonomen Victor Böhmert 1868 verfasste Bericht über die Lage der Fabrikarbeiter veranlasste Nationalrat Wilhelm Joos noch im selben Jahr, eine Motion zur Schaffung eines eidgenössischen Fabrikgesetzes einzureichen. Joos wollte, dass Kinder, die das 14. Altersjahr noch nicht zurückgelegt hatten, nicht mehr als sechs Stunden und diejenigen zwischen 14 und 16 Jahren nicht über 10 Stunden beschäftigt werden durften. Ebenso wollte er für Kinder, Jugendliche und Arbeitskräfte des weiblichen Geschlechts die Nachtarbeit verbieten. Er legte damit einen Grundstein für das spätere eidgenössische Fabrikgesetz von 1877.
Weitere Themen, welche Wilhelm Joos teilweise über Jahre hinweg verfolgte, waren die Forderung nach einer schweizerischen Notenbank, die Verstaatlichung der Bahnen, das Thema Patentschutz, die Notwendigkeit einer Industriestatistik und eines internationalen Normalarbeitstags, der Gesundheitsschutz für Arbeitskräfte in der Zündholzproduktion, ein Recht auf Arbeit und die Einführung einer direkten Bundessteuer. Viele seiner politischen Forderungen wurden erst nach mehreren Anläufen und teilweise erst nach seinem Tod umgesetzt.
Sein ganzes Leben beschäftigte er sich auch mit konfessionellen Fragen und widmete der Auseinandersetzung mit der katholischen Kirche mehrere Publikationen, die er immer wieder überarbeitete und neu auflegte.
Wilhelm Joos, der sich selbst als „Sozialaristokrat“ bezeichnete, galt als streitbarer und hartnäckiger Einzelgänger. Seine vorausschauenden Ideen wurden von den Ratskollegen häufig verspottet und abgelehnt, weil sie an den Privilegien der bürgerlichen Oberschicht kratzten. Das konnte ihn nicht davon abhalten, sein Leben dem aufgeklärten Denken und der sozialen Gerechtigkeit zu widmen.

## Geschwister
- Louise Ziegler-Joos (unbekannt) Schaffhausen
- Berta Niederer-Joos (unbekannt) Schaffhausen
- August Joos  (1823 – 1845), Schaffhausen
- Emil Oschwald Joos (1826 – 1895), Schaffhausen, Mediziner[12]

## Mitgliedschaften
- Schweizerische Naturforschende Gesellschaft[13]

## Werke

### Schriften zu Auswanderung und Politik
- Ueber Schutzaufsicht, Organisation und Leitung der schweizerischen Auswanderung : offenes Sendschreiben an die schweizerische gemeinnützige Gesellschaft. Schaffhausen, Selbstverlag (10 Auflagen 1861–1865)
- An den Hohen-Schweizerischen Bundesrath zu Handen der Hohen Bundesversammlung: [betr. Auswanderung nach Central Amerika]. Schaffhausen 1859
- Einige Gedanken über kolonisatorische Auswanderung. (Mehrere Auflagen 1896–1899)
- Das Nationalbank-Gesetz der Vereinigten Staaten : nebst den zugehörigen Veränderungen und Nachtrag-Gesetzen 1874–1875. Mit einem Vorwort von Wilh. Joos. Bern 1881

### Konfessionelle Streitschriften
- Anatomie der Messe. Mehrere Auflagen ab 1856
- Aphorismen über Protestantismus und Katholizismus. Herausgegeben von einem Laien. Schaffhausen 1856
- Die Bulle Unam Sanctam und das vatikanische Autoritätsprinzip. 1. Auflage 1891 und 2., stark erweiterte Auflage 1896
- Franz Xaver Mutz: Die Schmähschrift "In Coena Domini und Messe von Dr. Wilhelm Joos". Herder, 1884, Gesamtausgabe (google.de).
- Innocenz' III : sechs Bücher von den Geheimnissen der Messe. Hrsg. von Wilh. Joos. Schaffhausen, Paul Schoch 1898
- Katechismus der Unterscheidungslehren der evangelischen und römisch-katholischen Kirche oder anathematische Anatomie des Papstgethüms. 2 Auflagen 1849 und 1852
- Der nassgemachte Pelz. Waschseife für die Zunft der Gleichgültigen und Nichtwisser. 8 Auflagen zwischen 1894 und 1900